# Force Concept Inventory
Das Force Concept Inventory (FCI) ist ein 1985 von Hestenes, Halloun, Wells und Swackhamer entwickelter Test zum Verständnis von Konzepten, die üblicherweise im ersten Semester Physik unterrichtet werden.
Es war das erste derartige „Konzeptinventar“. Seitdem wurden in der Physik und anderen Disziplinen mehrere solcher Inventare für unterschiedliche Themen entwickelt. Das FCI wurde entwickelt, um das Verständnis von Schülern und Studierenden bzgl. des Newtonschen Konzepts der Kraft zu erheben. Die Version von 1995 enthält 30 Multiple-Choice-Fragen mit je fünf Antwortmöglichkeiten.

## Geschichte
David Hestenes fand heraus, dass zwar fast 80 % der Studenten, die Einführungskurse in Physik an amerikanischen Colleges oder Universitäten absolvieren, zu Beginn des Kurses das 3. Newtonsche Gesetz nennen konnten. Die FCI-Daten jedoch zeigten, dass weniger als 15 % von ihnen es am Ende vollständig verstanden hatten. Diese Ergebnisse wurden in einer Reihe von Studien mit Studierenden an verschiedenen Einrichtungen bestätigt und haben dazu beigetragen, dass in der Forschungsgemeinschaft im Bereich der Physikausbildung die Bedeutung der „aktiven Auseinandersetzung“ der Studierenden mit dem zu bewältigenden Stoff stärker anerkannt wird.

## Beispielfrage
Die 4. Frage des FCI thematisiert mögliche Fehlkonzepte im Zusammenhang mit dem 3. Newtonschen Gesetz:

„Ein schwerer LKW stößt frontal mit einem Kleinwagen zusammen. Für den Zeitraum des
Zusammenstoßes gilt:
- Der LKW übt eine größere Kraft auf den Kleinwagen aus als der Kleinwagen auf den LKW.
- Der Kleinwagen übt eine größere Kraft auf den LKW aus als der LKW auf den Kleinwagen.
- Die beiden Fahrzeuge üben keine Kräfte aufeinander aus. Der Kleinwagen wird einfach deshalb zerdrückt, weil er dem LKW im Wege ist.
- Der LKW übt eine Kraft auf den Kleinwagen aus, aber der Kleinwagen übt keine Kraft auf den LKW aus.
- Der LKW übt die gleiche Kraft auf den Kleinwagen aus wie der Kleinwagen auf den LKW.“

## Geschlechtsspezifische Unterschiede
Das FCI zeigt geschlechtsspezifische Unterschiede, die Gegenstand einiger Untersuchungen zur Gleichstellung der Geschlechter im Bildungswesen war. Männer schneiden im Durchschnitt etwa 10 % besser ab.